# М'ясожарівка
М'ясожарівка (до 2016 — Арте́мівка) — село в Україні, у Коломийчиській сільській громаді Сватівського району Луганської області. Населення становить 37 осіб. До 2020 року орган місцевого самоврядування — Стельмахівська сільська рада.

## Історія
Село засноване 1953 року під первинною назвою Артемівка. У 2016 році назва села декомунізована і перейменовано в М'ясожарівку.
12 червня 2020 року Стельмахівська сільська рада, в ході децентралізації, об'єднана з Коломийчиською сільською громадою.
Під час повномасштабного російського вторгнення в Україну село було тимчасово окуповано російськими загарбниками. 24 жовтня 2022 року силами ЗСУ село звільнено від російських окупантів. 10 жовтня 2024 року село було повторно окуповано росіянами в ході наступальної операції.

## Населення

### Мова
Розподіл населення за рідною мовою за даними перепису 2001 року:
| Мова       | Кількість | Відсоток |
| ---------- | --------- | -------- |
| українська | 37        | 100%     |